# Manuel Belletti
Manuel Belletti (Cesena, 14 oktober 1985) is een voormalig Italiaans wielrenner. Belletti was professional van 2008 tot en met 2021 en zijn specialiteit was het sprinten. Zijn grootste overwinning is de dertiende etappe in de Ronde van Italië 2010. In 2012 en 2013 kwam Belletti uit voor AG2R La Mondiale.

## Overwinningen
2007
Trofeo Banca Popolare di Vicenza
2008
1e etappe Clasico Banfoandes
2010
13e etappe Ronde van Italië
Coppa Bernocchi
2011
3e etappe Ronde van Reggio Calabria
1e etappe Internationale Wielerweek
3e etappe Ronde van Turkije
3e etappe Brixia Tour
2012
4e etappe Route du Sud
Puntenklassement Route du Sud
2014
4e etappe Ronde van de Limousin
2015
Grote Prijs van de Etruskische Kust
Dwars door Drenthe
1e etappe deel A Internationale Wielerweek
2016
1e etappe deel A Internationale Wielerweek
Puntenklassement Ronde van Turkije
2018
7e etappe Ronde van Langkawi
1e etappe Ronde van Hongarije
Eind- en puntenklassement Ronde van Hongarije
3e en 5e etappe Ronde van Hainan
2019
2e etappe Ronde van Sicilië
Puntenklassement Ronde van Sicilië
1e etappe Ronde van Bretagne
1e etappe Ronde van Hongarije
Puntenklassement Ronde van Hongarije

## Resultaten in voornaamste wedstrijden
| Jaar | Ronde van Italië | Ronde van Frankrijk | Ronde van Spanje |
| ---- | ---------------- | ------------------- | ---------------- |
| 2009 |                  |                     |                  |
| 2010 | opgave (1)       |                     |                  |
| 2011 | opgave           |                     |                  |
| 2012 | opgave           |                     |                  |
| 2013 | 144e             |                     |                  |
| 2014 | opgave           |                     |                  |
| 2015 | opgave           |                     |                  |
| 2016 | opgave           |                     |                  |
| 2017 |                  |                     |                  |
| 2018 | 123e             |                     |                  |
| 2019 | 109e             |                     |                  |
| 2020 |                  |                     |                  |
| 2021 | opgave           |                     |                  |

| Jaar | Milaan-San Remo | Gent-Wevelgem | Ronde van Vlaanderen | Amstel Gold Race | Ronde van Lombardije | Parijs-Brussel | Cyclassics Hamburg |  | Wereldranglijsten |
| ---- | --------------- | ------------- | -------------------- | ---------------- | -------------------- | -------------- | ------------------ |  | ----------------- |
| 2009 |                 |               |                      |                  |                      | 14e            |                    |  |                   |
| 2010 | opgave          |               |                      |                  |                      |                |                    |  | 133e (UWK)        |
| 2011 | 55e             |               |                      |                  |                      |                |                    |  |                   |
| 2012 | 130e            | 155e          | 97e                  |                  |                      | 5e             | 8e                 |  | 139e (UWT)        |
| 2013 | opgave          |               | opgave               |                  |                      | 51e            | 12e                |  | 173e (UWT)        |
| 2014 | 64e             |               |                      | opgave           |                      | 21e            |                    |  |                   |
| 2015 |                 |               |                      |                  | opgave               | opgave         |                    |  |                   |
| 2016 | 148e            |               |                      |                  |                      | 15e            |                    |  |                   |
| 2017 | 157e            |               |                      |                  |                      | 9e             |                    |  |                   |
| 2018 |                 |               |                      |                  |                      |                |                    |  |                   |
| 2019 | 85e             |               |                      |                  |                      |                |                    |  |                   |
| 2020 |                 |               |                      |                  |                      |                |                    |  |                   |
| 2021 |                 |               |                      |                  |                      |                |                    |  |                   |

## Ploegen
2008 –  Serramenti PVC Diquigiovanni-Androni Giocattoli
2009 –  Serramenti PVC Diquigiovanni-Androni Giocattoli
2010 –  Colnago-CSF Inox
2011 –  Colnago-CSF Inox
2012 –  AG2R La Mondiale
2013 –  AG2R La Mondiale
2014 –  Androni Giocattoli-Venezuela
2015 –  Southeast
2016 –  Wilier Triestina-Southeast 
2017 –  Wilier Triestina-Selle Italia
2018 –  Androni Giocattoli-Sidermec
2019 –  Androni Giocattoli-Sidermec
2020 –  Androni Giocattoli-Sidermec
2021 –  EOLO-Kometa
1. ↑  Tot de Ronde van Italië heette de ploeg Southeast-Venezuela, maar na het aantrekken van Wilier Triestina als hoofdsponsor werd de naam veranderd.